# Hierodula sorongana squalida
Hierodula sorongana squalida es una subespecie de mantis de la familia Mantidae.

## Distribución geográfica
Se encuentra en Nueva Guinea.